# Вентильний рекурентний вузол
Ве́нтильні рекуре́нтні вузли́ (ВРВ, англ. Gated recurrent units, GRU) — це вентильний механізм у рекурентних нейронних мережах, представлений 2014 року. Вони подібні до довгої короткочасної пам'яті з вентилем забування, але мають менше параметрів, оскільки не мають вентиля виходу.
Було виявлено, що їхня продуктивність на моделюванні поліфонічної музики та мовленнєвого сигналу аналогічна продуктивності ДКЧП.
Однак, як показали Гейл Вейз (англ. Gail Weiss), Іов Голдберг (англ. Yoav Goldberg) та Еран Яхав (англ. Eran Yahav), ДКЧП «суттєво сильніше» ВРВ, бо може виконувати необмежений підрахунок, неможливий для ВРВ. Ось чому ВРВ не може вивчити прості мови, з якими впоралась ДКЧП.
Аналогічно, як показали Денні Бритз (англ. Denny Britz), Анна Голді (англ. Anna Goldie, Мінь-Тханг Луонг (англ. Minh-Thang Luong) і Куок Лей (англ. Quoc Le) з Google Brain, вузли ДКЧП незмінно перевершують вузли ВРВ у «передовому широкомасштабному аналізі варіацій архітектури для нейронного машинного перекладу».

## Архітектура
Символ {\displaystyle \circ } позначає добуток Адамара.
Початкове значення {\displaystyle h_{0}=0}.

### Повний рекурентний вузол

Повний рекурентний вузол.

Повний рекурентний вузол працює наступним чином. На вхід подаються значення вектору входу {\displaystyle x_{t}} та значення виходу {\displaystyle h_{t-1}} (при {\displaystyle t=0}, вектор виходу {\displaystyle h_{0}=0}). По ним обчислюється претендент на нове значення виходу — вектор вузла скидання (англ. reset gate vector) {\displaystyle r_{t}}, який обчислюється як функція активації (зазвичай сигмоїд) від матричного виразу по параметрам {\displaystyle W}, {\displaystyle U} та {\displaystyle b}. Незалежно, подібним чином, обчислюється вектор вузла уточнення (англ. update gate vector) {\displaystyle z_{t}}. Цей вектор містить значення, які визначають, чи варто залишити значення зі старого вектору, чи взяти нове значення. Фактично, це набір «вентилів» (англ. gate), які «пропускають» або старе, або нове значення. Далі обчислюється вектор виходу {\displaystyle h_{t}}, в якому з ймовірністю {\displaystyle z_{t}} береться старе значення з вектору {\displaystyle h_{t-1}}, або з ймовірністю {\displaystyle (1-z_{t})} обчислюється нове значення.
Формули для обчислень наступні:
{\displaystyle {\begin{aligned}z_{t}&=\sigma _{g}(W_{z}x_{t}+U_{z}h_{t-1}+b_{z})\\r_{t}&=\sigma _{g}(W_{r}x_{t}+U_{r}h_{t-1}+b_{r})\\h_{t}&=z_{t}\circ h_{t-1}+(1-z_{t})\circ \sigma _{h}(W_{h}x_{t}+U_{h}(r_{t}\circ h_{t-1})+b_{h})\end{aligned}}}
Змінні
- {\displaystyle x_{t}}: вектор входу
- {\displaystyle h_{t}}: вектор виходу
- {\displaystyle z_{t}}: вектор вузла уточнення
- {\displaystyle r_{t}}: вектор вузла скидання
- {\displaystyle W}, {\displaystyle U} та {\displaystyle b}: матриці та вектор параметрів

Функції активації
- {\displaystyle \sigma _{g}}: В оригіналі є сигмоїдною функцією.
- {\displaystyle \sigma _{h}}: В оригіналі є гіперболічним тангенсом.